# Mikrofilament

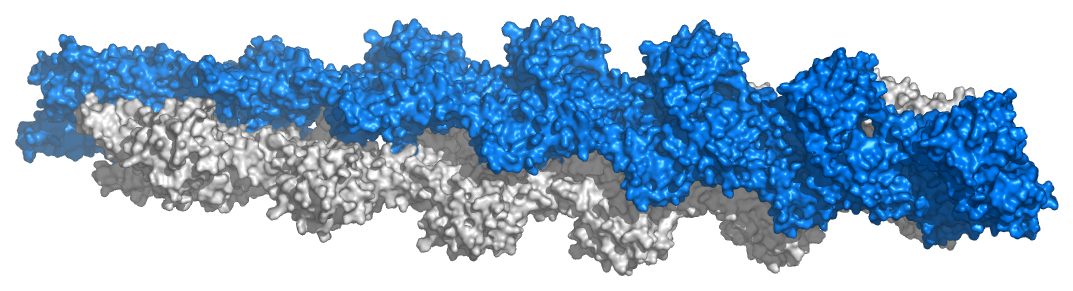
model filamentu aktynowego

Mikrofilamenty, filamenty aktynowe, mikrowłókienka (microfibrillae cellulares) – cienkie włókna białkowe zbudowane z białka aktyny znajdujące się w cytoplazmie. Są odpowiedzialne za ruch cytoplazmy i jej organelli, zmianę kształtu komórki i jej ruch pełzakowaty dzięki pseudopodiom (nibynóżkom), wpuklenie i fałdowanie błony cytoplazmatycznej oraz podział komórki.
Mikrofilamenty mają średnicę około 5-7 nm. Powstają w wyniku połączenia rozpuszczalnej w cytozolu aktyny globularnej (G). Efektem połączenia jest aktyna fibrylarna (F) składająca się z dwóch skręconych spiralnie wokół siebie łańcuchów. W komórce eukariotycznej nawet 20% białek może być aktyną.
W komórkach zwierzęcych włókna aktyny spełniają swoje funkcje dzięki połączeniu z białkami wiążącymi aktynę (ABP – ang. actine-binding protein). Białka te zapewniają polimeryzację i depolimeryzację aktyny, stabilizują filamenty, zapewniają wzajemne łączenie się i tworzenie wiązek filamentów oraz łączenie filamentów ze strukturami komórki.
Także u roślin występuje wiele ABP, które wraz z aktynami są kodowane przez liczne rodziny genów. Uważa się, że zróżnicowanie genów kodujących białka mikrofibryli i ABP świadczy o licznych funkcjach mikrofibryli w komórkach roślinnych. Aktynowe elementy cytoszkieletu kontrolują przestrzenny i czasowy rozwój włośników korzeniowych, uczestniczą także w transporcie pęcherzyków ze składnikami niezbędnymi do syntezy ściany komórkowej. Mikrofilamenty uczestniczą w zjawisku powszechnym w komórkach roślinnych, ruchach cytoplazmy. Ruchy te zapewniają przemieszczanie chloroplastów umożliwiające dostosowanie do warunków świetlnych, oraz przemieszczanie struktur komórkowych podczas wzrostu łagiewki pyłkowej.
Filamenty aktynowe wykorzystywane są w komórkach do wykonywania niektórych ruchów związanych ze zmianą kształtu powierzchni komórki (np. pełzanie). W komórkach mięśni włókna aktynowe łączą się w kompleksy z miozyną, tworząc struktury kurczliwe. 
Zlokalizowane są tuż pod błoną komórkową.  Są giętkie i krótsze od mikrotubul. Odpowiadają za budowę mikrokosmków, kory komórki, filopodiów, lamelipodiów oraz miofibryl.